# رود پارای جنوبی
رود پارای جنوبی (به انگلیسی: South Para River) رودی در استرالیا است که در استرالیای جنوبی جریان دارد.